# Martainville (Eure)
Martainville település Franciaországban, Eure megyében. Lakosainak száma 497 fő (2022. január 1.). Martainville Bonneville-la-Louvet, Le Bois-Hellain, La Chapelle-Bayvel, Fort-Moville és La Lande-Saint-Léger községekkel határos.

## Népesség
A település népességének változása:
| Lakosok száma | 211  | 179  | 195  | 267  | 419  | 462  | 493  | 503  | 501  | 497  |
|               | 1968 | 1982 | 1990 | 2006 | 2013 | 2015 | 2017 | 2019 | 2020 | 2022 |